# L'étoile du nord
L'étoile du nord («La estrella del Norte») es una opéra comique en tres actos con música de Giacomo Meyerbeer y libreto en francés de Eugène Scribe. Se estrenó en la Salle Favart por la compañía de la Opéra-Comique de París el 16 de febrero de 1854. 
Gran parte del material, incluyendo algunas similitudes de la trama (con el flautista Federico el Grande sustituido por el flautista Pedro el Grande), deriva de un singspiel más antiguo de Meyerbeer Ein Feldlager in Schlesien (1844). Sin embargo, hay también algunas diferencias significativas, quizá la más importante es que se podía permitir a Pedro el Grande como protagonista de la acción, lo que no era el caso de Federico, quien tenía que tocar la flauta fuera del escenario. Pedro hace más que intervenir en la acción, puesto que él acaba siendo el interés romántico de la obra.

## Personajes
| Personaje                           | Tesitura     | Reparto del estreno, 16 de febrero de 1854 (Director: - ) |
| ----------------------------------- | ------------ | --------------------------------------------------------- |
| Catherine                           | soprano      | Caroline Vandenheuvel-Duprez                              |
| Danilowitch                         | tenor        | Toussaint-Eugène-Ernest Mocker                            |
| Ekimona                             | mezzosoprano | Marguerite Decroix                                        |
| Georges Skawronski                  | tenor        | Pierre-Victor Jourdan                                     |
| Gritzenko                           | barítono     | Léonard Hermann-Léon                                      |
| Nathalie                            | soprano      | Marie-Charlotte Lemercier                                 |
| Peters Michaeloff (Pedro el Grande) | bajo         | Charles-Amable Battaille                                  |
| Prascovia                           | soprano      | Constance-Caroline Faure-Lefèbvre                         |
| Reynolds                            | bajo         | Sylvain Dupuis                                            |
| Yermolov                            | barítono     | Léon Carvalho                                             |
| Ismaïloff                           | tenor        |                                                           |